# 卡普阿斯河
卡普阿斯河，当地华人又称卡江是印尼西加里曼丹省的河流，河道全長約1,143公里，除了是該國最長的河流、婆羅洲西部的主要河流外，它還是全球最長的島上河流。
卡普阿斯河整條河道差不多都能讓船隻航行，因此是西加里曼丹省的重要運輸路線，用作運送木材。